# Кеті Кірбі
Кетлін о'Рурк (англ. Kathleen O’Rourke), у шлюбі Кеті Кербі (англ. Kathy Kirby, нар. 20 жовтня 1938, Ілфорді, графство Ессекс, Англія — пом. 19 травня 2011 в Лондоні) — британська співачка, пік популярності якої припав на 60-ті роки XX століття.
Однією з найбільш відомих робіт виконавиці є кавер-версія пісні «Secret Love» у початковому виконанні Доріс Дей. Також співачка відома успішним виступом на конкурсі «Євробачення 1965».
У ряді джерел Кеті Кербі нерідко називають «найбільш високооплачуваною співачкою свого часу», а також «золотою дівчинкою поп-музики». Через зовнішність та голос її часто порівнювали з Мерилін Монро.

## Життєпис
Народилася в місті Ілфорд в Англії, старшою дитиною в ірландській родині. З нею жили її сестра Пет та брат Дуглас. Батько залишив родину незабаром після народження дітей; мати Ейлін з родиною переїхала до передмістя Ілфорда, Баркінсайд. Кетлін відправили на навчання до коледжу святої Урсуліни для дівчаток, де вона почала співати в хорі.
З Бертом Ембросом, який був її особистим менеджером, вона мала стосунки до його смерті в 1971 році.
Померла 19 травня 2011 року, через кілька днів після переїзду до Брінсворт-Гаус (лондонський будинок престарілих для колишніх представників шоубізнесу). За повідомленням на фан-сайті співачки, причиною смерті став серцевий напад, проте офіційного підтвердження цьому не було.

## Кар'єра
Кетлін продовжувала вдосконалювати свої вокальні дані; збираючись розпочати кар'єру оперної співачки, брала уроки вокалу. У 1956 році вона увійшла до складу джазового оркестру, познайомившись з Бертом Ембросом в «Ilford Palais». Разом з його колективом вона виступала протягом 3-х років.
Наступного року виконавиця зміцнила образ «стереотипної блондинки», за що її порівнювали з Монро. З 1963 по 1965 роки вона випустила п'ять синглів, що увійшли до чарту «British Top 40», найбільшу популярність серед них отримала пісня «Secret Love». У 1963 році Кеті Кербі була названа «найкращою британською співачкою» за версією «New Musical Express». До середини 1960-х рр. Кербі стала однією з найбільш помітних «зірок» місцевої естради, взявши участь у декількох телесеріалах компанії «BBC» та виступивши на гала-концерті «Royal Variety Performance».
У 1965 році Кербі представляє Велику Британію на конкурсі «Євробачення 1965» з піснею «I Belong» і стає другою з результатом 26 балів. Письменник та історик «Євробачення» Джон Кеннеді О'Коннор охарактеризував пісню Кербі, яка найбільш яскраво виражає музичні смаки того періоду. Співачка на кілька очок поступилася Франс Галль, що представляла Люксембург з піснею «Poupée de cire, poupée de son» авторства Сержа Генсбура.
Після «I Belong» Кербі записує кілька синглів в період з 1965 по 1967 роки, але їх успіх виявляється значно меншим. Вона продовжувала працювати на телебаченні; зокрема, в 1965 році записує заголовну композицію для телесеріалу «Adam Adamant Lives!», а в 1974 році бере участь в британському телешоу «The Wheeltappers and Shunters Social Club TV».
Починаючи з 1970-х рр. через нестабільність в особистому житті кар'єра Кербі почала занепадати. Кілька разів вона брала участь у телешоу та виступила на кількох концертах. 31 грудня 1976 року вона виконала свій хіт «Secret Love» на одній з передач телеканалу BBC1", присвяченій ювілею британської королеви Єлизавети II.
У грудні 1983 року Кеті Кербі дала останній концерт в Блекпулі, після чого назавжди завершила співочу кар'єру.

## Особисте життя
Кеті Кірбі перебувала у лесбійських стосунках після Євробачення

## Творчість

### Відомі роботи
| UK Singles Chart |                     |    |
| 1963             | «Dance On»          | 11 |
| 1963             | «Secret Love»       | 4  |
| 1964             | «Let Me Go, Lover!» | 10 |
| 1964             | «You're The One»    | 17 |
| 1965             | «I Belong»          | 36 |

Пісня «Dance On» протягом трьох тижнів входила також до «Top 20» австралійського музичного чарту.
Крім того, пісня «The Way of Love», записана співачкою в 1965 році, посіла 88 позицію в чарті Billboard Hot 100. Згодом кавер-версія цієї пісні була записана співачкою Шер у 1971 році.

### Дискографія

#### Альбоми
- 16 Hits From Stars and Garters (1963)
- Let Me Sing and i'm Happy (1964)
- Make Someone Happy (1965)
- Best of Kathy Kirby (1967)
- My Thanks to You (1968)
- The World of Kathy Kirby (1970)

#### Сингли
| Рік  | Назва                        | Сторона B                      |
| ---- | ---------------------------- | ------------------------------ |
| 1960 | Love Can Be                  | Crush Me                       |
| 1961 | Danny                        | Now You're Crying              |
| 1962 | Big Man                      | Slowly                         |
| 1963 | Dance On                     | Playboy                        |
| 1963 | Secret Love                  | You Have to Want to Love Him   |
| 1964 | Let Me Go Lover              | The Sweetest Sounds            |
| 1964 | You're The One               | Love Me Baby                   |
| 1964 | Don't Walk Away              | No Regrets                     |
| 1965 | I Belong                     | I'll Try Not to Cry            |
| 1965 | The Way of Love              | Oh Darling, How I Miss You     |
| 1965 | Where in the World           | That Wonderful Feeling of Love |
| 1966 | Spanish Flea                 | Till the end of Time           |
| 1966 | Adam Adament                 | Will I Ever Learn              |
| 1967 | No one's Gonny Hurt You      | My Yiddishe Momma              |
| 1967 | In All The World             | Time                           |
| 1967 | Turn Around                  | Golden Days                    |
| 1968 | I Almost Called Your Name    | Let The Music Start            |
| 1968 | Come Back Here With My heart | Antonio                        |
| 1969 | I'll Catch The Sun           | Please Help Me, i'm Falling    |
| 1969 | Is That All There Is         | Knowing When to Leave          |
| 1970 | My Way                       | Little Green Apples            |
| 1970 | Wheel of Fortune             | Lucky                          |
| 1971 | So Here I Go                 | Yes — i've Got                 |
| 1972 | Do You Really Have a Heart   | Dream On, Dreamer              |
| 1973 | Here, There and Everywhere   | Little Song for You            |
| 1973 | Singer With the Band         | Hello Morning                  |
| 1976 | My Prayer                    | Nobody Loves Me Like You Do    |
| 1976 | He                           | Nobody Loves Me Like You Do    |